# Estação Montbau

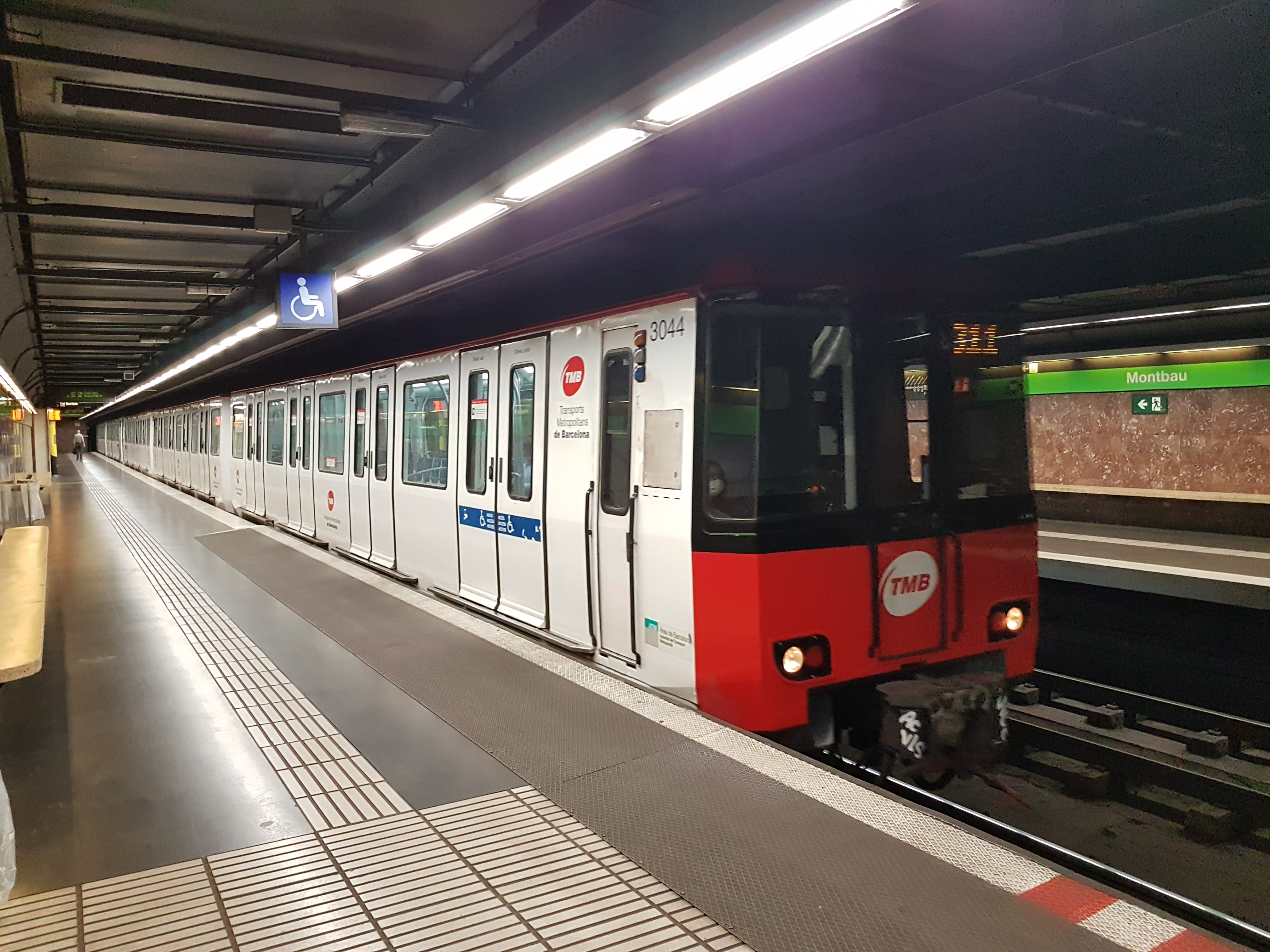
Estação Montbau.

Montbau é uma estação da linha Linha 3 do Metro de Barcelona.

## História
A estação foi inaugurada em 1985, quando foi inaugurado o trecho da linha L3 da estação Lesseps. Permaneceu o terminal da linha até que a extensão para a estação Canyelles foi inaugurada em 2001.

## Localização
Localizada no distrito de Horta-Guinardó de Barcelona, e em homenagem ao bairro de Montbau nas proximidades.
A estação fica abaixo do Passeig de la Vall d'Hebron e da via expressa Ronda de Dalt, entre Carrer de l'Arquitectura e Carrer Pare Mariana. A estação tem um único hall de passagem com duas entradas; como a estação fica na encosta de uma montanha, uma das entradas fica abaixo do nível da bilheteria, exigindo que os passageiros subam escadas, mas em agosto de 2009 uma nova entrada foi aberta sem nenhuma escada para subir. Existem duas plataformas laterais de 91 metros.